# Villa Giarrusso
Die Villa Giarrusso ist ein Landhaus aus dem 18. Jahrhundert in San Giorgio a Cremano in der italienischen Region Kampanien. Es liegt im Gebiet der Miglio d’oro, in der Via Bruno Buozzi.

## Beschreibung
Das „Sommerhaus“ steht in der Straße, die einst „Via Luzzi“ hieß, eine der Straßen des Städtchens am Vesuv, in der sich die Häuser aus dem 18. Jahrhundert ohne Unterbrechung abwechseln.
Ursprünglich hatte das Haus zwei Stockwerke. Vom Aussehen der Fassade aus dem 18. Jahrhundert sind nur die Fenster, eingerahmt von Stuckverzierungen, und die geschwungen geformten, steinernen Konsolen der Balkone erhalten geblieben. Auf beiden Seiten des Bogens des Eingangstores gibt es zwei große Ovale klar barocken Stils mit Holzrahmen darüber.
Im Atrium befindet sich eine Blocktreppe. Der Innenhof, in den man durch das Haupttor gelangt, ist durch eine „hängende“ Terrasse abgeschlossen, die auf Bögen ruht und den Garten begrenzt. Keine Spur dagegen findet man von den beiden Panoramaterrassen, die ursprünglich vorhanden waren.